# Peseschet
Peseschet war eine Altägypterin, die verschiedene Titel trug, darunter die Bezeichnung Vorsteherin der Ärztinnen. Sie wird deshalb oftmals als erste Ärztin der Weltgeschichte bezeichnet. Meistens wird davon ausgegangen, obwohl ihr Titel nicht eindeutig sagt, dass sie selber eine Ärztin war. Peseschet ist von einer Scheintür bekannt, die sich 1929/1930 in der Mastaba des Achethotep in Gizeh fand, wo Selim Hassan einen großen Friedhof des Alten Reiches ausgegraben hatte. Achethotep mag ihr Sohn gewesen sein, obwohl dies nirgendwo gesagt wird. Die Scheintür ist ihr und dem Königsbekannten Kanefer gewidmet, der vielleicht ihr Gemahl und vielleicht Vater des Achethotep war. Peseschet trägt auf dem Monument drei Titel. Sie ist Königsbekannte, Vorsteherin der Totenpriester der Königsmutter und Vorsteherin der Ärzte. Vor allem der letztere Titel gab Anlass zu der Vermutung, dass es schon im Alten Reich weibliche Ärzte gab, obwohl dies der Titel nicht explizit macht, da das altägyptische Wort für Ärztinnen auch als Ärzte (maskulin) gelesen werden kann. Ihre genaue Datierung innerhalb des Alten Reiches ist nicht sicher.